# Sorrow (píseň, Pink Floyd)
„Sorrow“ desátá a poslední skladba z alba A Momentary Lapse of Reason od anglické progresivní rockové skupiny Pink Floyd, vydaného v roce 1987. Jejím autorem byl David Gilmour. Koncertní verze písně vyšla například na albu Delicate Sound of Thunder.

## Obsazení
- David Gilmour – kytara, zpěv, klávesy, syntezátor, bicí automat
- Richard Wright – syntezátor
- Tony Levin – baskytara
- Bob Ezrin – klávesy
- Darlene Koldenhaven – doprovodný zpěv
- Carmen Twillie – doprovodný zpěv
- Phyllis St. James – doprovodný zpěv
- Donnie Gerard – doprovodný zpěv